# 沃夫岡 (霍恩洛厄-魏克斯海姆伯爵)
沃夫岡（Wolfgang von Hohenlohe-Weikersheim，1546年6月14日—1610年3月28日），霍恩洛厄-魏克斯海姆伯爵，他是霍恩洛厄-諾恩施泰因伯爵路德維希·卡西米爾之子。他娶奧蘭治親王威廉一世的妹妹瑪格達列娜為妻。

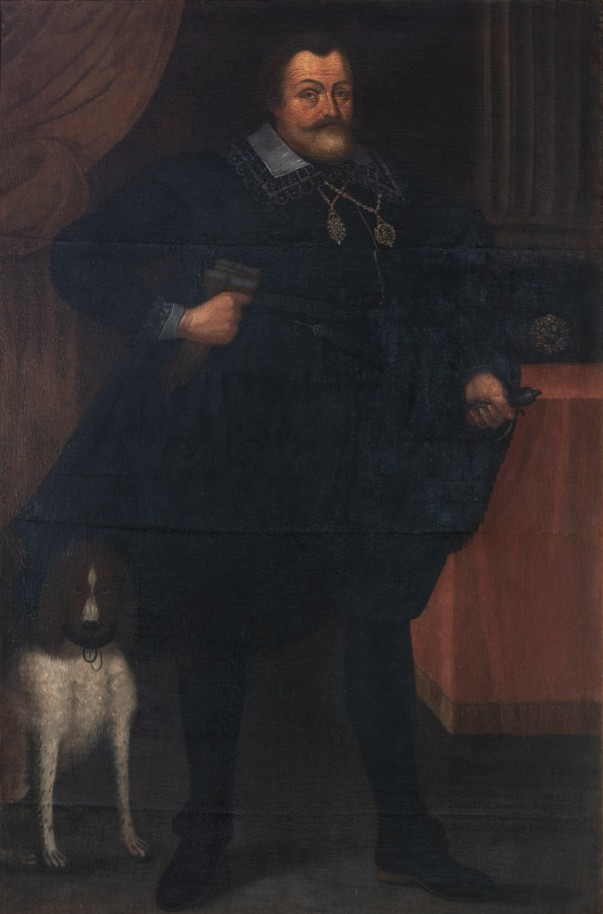
沃夫岡

## 子女
- 安娜·阿格尼絲
- 格奧爾格·腓特烈（英语：Georg Friedrich of Hohenlohe-Neuenstein-Weikersheim）
- 瑪麗亞·伊麗莎白
- 克拉夫特
- 菲利普·恩斯特
- 多蘿西亞